# Augustiniánská Ulice
Augustiniánská Ulice (německy Augustinergrund) je bývalá předměstská čtvrť Brna. Tvořil ji prostor mezi dnešními ulicemi Veveří a Jaselskou. Oblast je dnes součástí Veveří a městské části Brno-střed.

## Historie
Předměstská čtvrť Augustiniánská Ulice vznikla koncem 18. století na volné ploše mezi Švábkou a Malou Novou Ulicí. Původně se zde nacházely bažiny, které tehdy díky melioraci a navážkám zanikly. Území patřilo brněnským augustiniánům, kteří na jeho části měli v té době zahradu. Někdy po roce 1784 byla vybudována malá osada, tvořená jednostrannou ulicovkou v trase dnešní ulice Jaselské, mezi Marešovou a domem Jaselská čo. 10. Několik domků vzniklo i při severní hranici bývalé zahrady směrem k Malé Nové Ulici (dnes ulice Veveří), jíž byla Augustiniánská Ulice součástí. Součástí Brna se obě předměstí stala v roce 1850. V průběhu 30. a počátkem 40. let 19. let byly postaveny i větší domy v uliční čáře směrem k městu, do dnešního Žerotínova náměstí. V jejich místě však byly ve druhé polovině 19. století vybudovány další objekty, jako byl učitelský ústav a Národní divadlo v Brně. Původní zástavba osady byla v té době nahrazena velkoměstskými historizujícími činžovními domy, které zde vytvořily Augustinskou ulici (později Jaselskou).

## Galerie

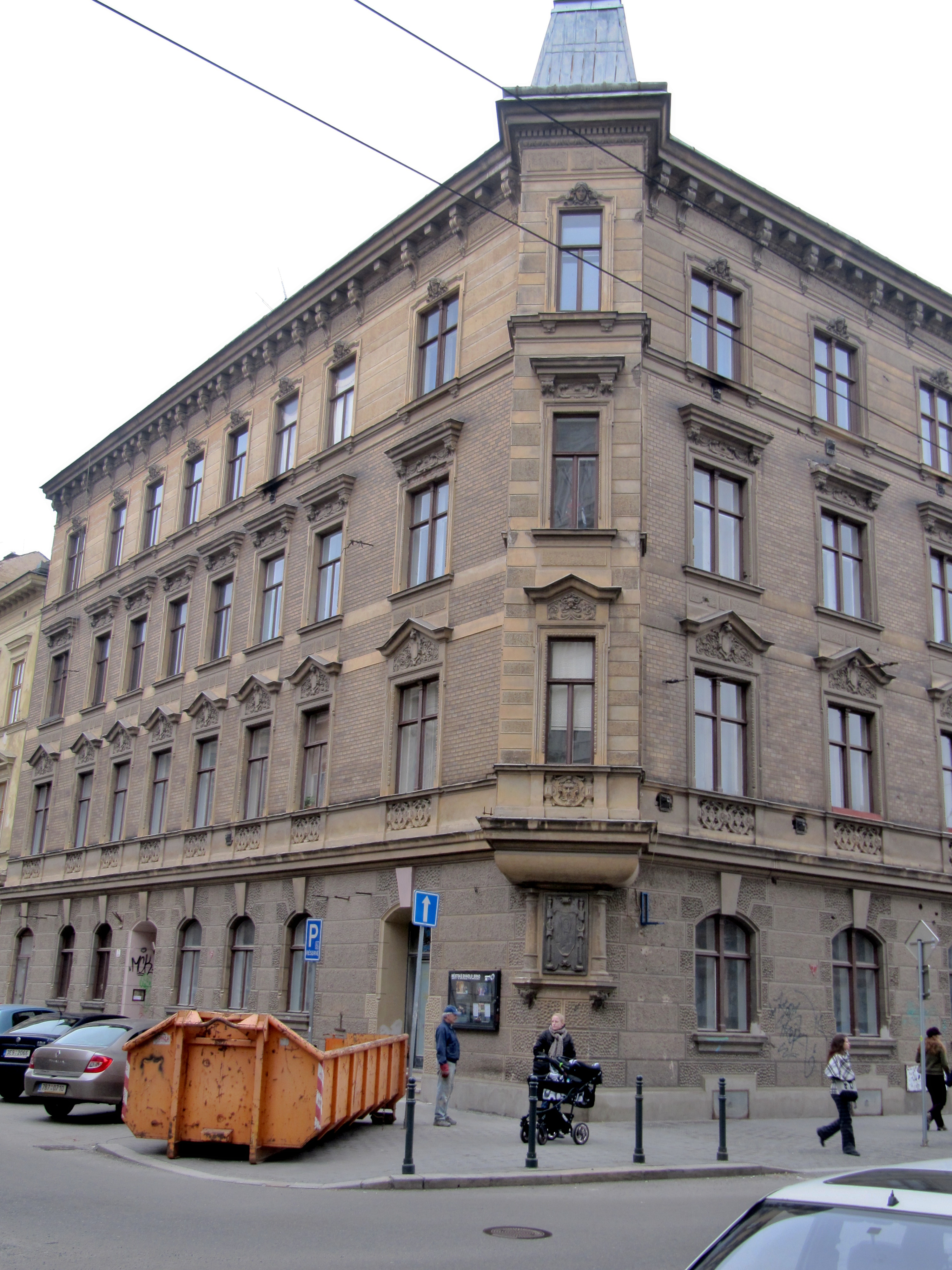
Nárožní dům Jaselská 2/Marešova 4
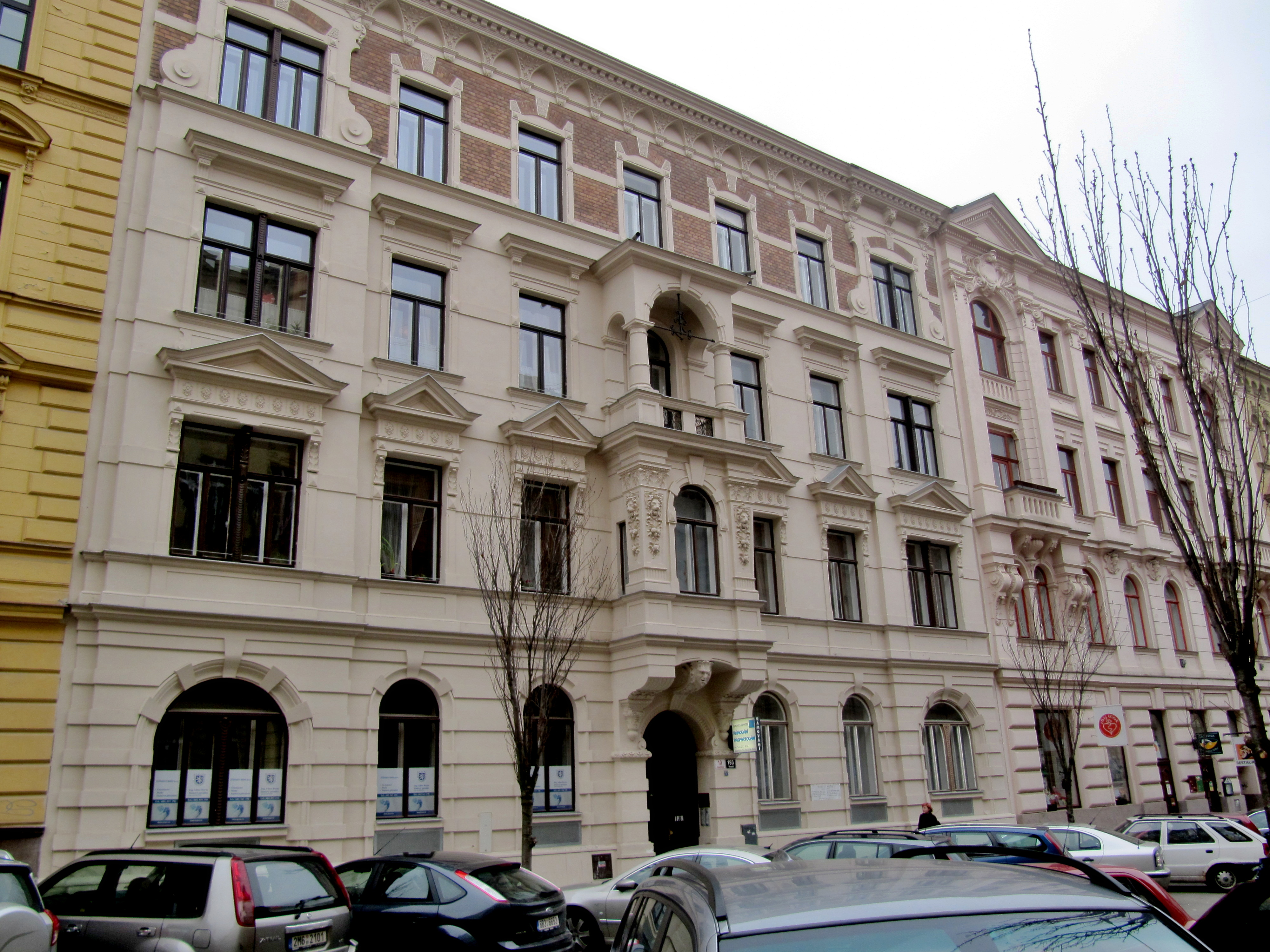
Dům Jaselská 10 stojí v místě, kde končila původní zástavba Augustiniánské Ulice